# Список об'єктів Світової спадщини ЮНЕСКО в Туреччині
В списку об'єктів Світової спадщини ЮНЕСКО в Туреччині налічується 21 найменувань (станом на 2023 рік).
З 21 об'єктів Світової спадщини в Туреччині 19 знаходяться в Азії, 1 — в Європі, 1 — частково в Європі, частково в Азії.

## Пояснення до списку
У таблицях нижче об'єкти розташовані у хронологічному порядку їх додавання до списку Світової спадщини ЮНЕСКО.
Кольорами у списку позначено:
На мапах кожному об'єкту відповідає червона позначка ().

## Список
В даній таблиці об'єкти розташовані в порядку їх додавання до списку Світової спадщини ЮНЕСКО.
| №  | Зображення | Назва | Розташування                           | Час створення                      | Час внесення до списку | №                                                   | Критерії           |
| -- | ---------- | --- | -------------------------------------- | ---------------------------------- | ---------------------- | --------------------------------------------------- | ------------------ |
| 1  |            | Історичні райони Стамбула (тур. Tarihi İstanbul alanlar)                                                                 | —                                      | V століття до н. е.—XIX століття   | 1985                   | 356 [Архівовано 5 травня 2020 у Wayback Machine.]   | i, ii, iii, iv     |
| 2  |            | Національний парк Гйореме та печерні поселення Каппадокії (тур. Göreme Millî Parkı ve Kapadokyanın Kayalık Bölümleri)    | іли Невшехір, Кайсері, Аксарай і Ніґдє | IV століття                        | 1985                   | 357 [Архівовано 27 квітня 2019 у Wayback Machine.]  | i, iii, v, vii     |
| 3  |            | Велика мечеть і лікарня в місті Діврігі (тур. Divriği Ulu Camii ve Darüşşifası)                                          | іл Сівас                               | XIII століття                      | 1985                   | 358 [Архівовано 2 квітня 2019 у Wayback Machine.]   | i, iv              |
| 4  |            | Хаттуса: столиця Хатті (тур. Hattuşaş: Hitit Başkenti)                                                                   | іл Чорум                               | 2 тис. до н. е.                    | 1986                   | 377 [Архівовано 2 травня 2019 у Wayback Machine.]   | i, ii, iii, iv     |
| 5  |            | Немрут-Даг (тур. Nemrut Dağı)                                                                                            | іл Адияман                             | 69-34 рр. до н. е.                 | 1987                   | 448 [Архівовано 2 квітня 2019 у Wayback Machine.]   | i, iii, iv         |
| 6  |            | Ієраполіс — Памуккале (тур. Hierapolis — Pamukkale)                                                                      | іл Денізлі                             | II століття до н. е.               | 1988                   | 485 [Архівовано 16 липня 2016 у Wayback Machine.]   | iii, iv, vii       |
| 7  |            | Ксанф-Летоон (тур. Ksantos–Letoon)                                                                                       | іли Муґла та Анталья                   | VIII—VII століття до н. е.         | 1988                   | 484 [Архівовано 3 квітня 2019 у Wayback Machine.]   | ii, iii            |
| 8  |            | Місто Сафранболу (тур. Safranbolu Şehri)                                                                                 | іл Карабюк                             | XIII—XX століття                   | 1994                   | 614 [Архівовано 12 травня 2019 у Wayback Machine.]  | ii, iv, v          |
| 9  |            | Археологічні пам'ятки Трої (тур. Troya Antik Kenti)                                                                      | іл Чанаккалє                           | XIII-XII століття до н. е.         | 1998                   | 849 [Архівовано 14 липня 2016 у Wayback Machine.]   | ii, iii, vi        |
| 10 |            | Мечеть Селіміє та його соціальний комплекс (тур. Selimiye Camii ve Külliyesi)                                            | Едірне                                 | 16 століття                        | 2011                   | 1366 [Архівовано 22 червня 2016 у Wayback Machine.] | i, iv              |
| 11 |            | Поселення епохи неоліту в Чатал-Гююк (тур. Çatalhöyük Neolitik Kenti)                                                    | іл Конья                               | VIII-VI століття до н. е.          | 2012                   | 1405 [Архівовано 7 липня 2016 у Wayback Machine.]   | ii, iv             |
| 12 |            | Бурса і Джумаликизик: народження Османської імперії (тур. Bursa ve Cumalıkızık: Osmanlı İmparatorluğu'nun Doğuşu)        | іл Бурса                               | з XIII століття                    | 2014                   | 1452 [Архівовано 6 вересня 2015 у Wayback Machine.] | i, ii, iii, iv, vi |
| 13 |            | Пергам і його багатошаровий культурний ландшафт (тур. Pergamon Çok Katmanlı Kültürel Peyzaj Alanı)                       | іл Ізмір                               | з IV століття до н. е.             | 2014                   | 1457 [Архівовано 22 квітня 2019 у Wayback Machine.] | i, ii, iii, iv, vi |
| 14 |            | Ефес (тур. Efes) | іл Ізмір                               | XVI століття до н. е.—XIV століття | 2015                   | 1018 [Архівовано 5 вересня 2015 у Wayback Machine.] | iii, iv, vi        |
| 15 |            | Фортеця Діярбакир і культурний ландшафт садів Гевсель (тур. Diyarbakır Kalesi ve Hevsel Bahçeleri Kültürel Peyzaj Alanı) | іл Діярбакир                           | IV століття                        | 2015                   | 1488                                                | iv                 |
| 16 |            | Ані (тур. Ani) | іл Карс                                | V століття                         | 2016                   | 1518                                                | ii, iii, iv        |
| 17 |            | Афродисія (тур. Afrodisias)                                                                                              | іл Айдин                               | V століття                         | 2017                   | 1519                                                | ii, iii, iv, vi    |
| 18 |            | Гебеклі-Тепе (тур. Göbekli Tepe)                                                                                         | іл Шанлиурфа                           | 10 000 років до нашої ери          | 2018                   | 1572                                                | i, ii, iv          |
| 19 |            | Курган Арслантепе (тур. Arslantepe Höyüğü)                                                                               | іл Малатья                             | 6000 рік до нашої ери              | 2021                   | 1622                                                | iii                |
| 20 |            | Гордіон (тур. Gordion)                                                                                                   | іл Анкара                              | XII століття до н. е.              | 2023                   | 1669                                                | iii                |
| 21 |            | Дерев'яні гіпостильні мечеті середньовічної Анатолії (тур. Anadolu'nun Ortaçağ Dönemi Ahşap Hipostil Camileri)           | іл По всій країні                      | XIII—XIV століття до н. е.         | 2023                   | 1694                                                | ii, iv             |